# Брушано
Бруша̀но (на италиански: Brusciano; на неаполитански: Bruscian', Брушанъ) е град и община в Южна Италия, провинция Неапол, регион Кампания. Разположен е на 27 m надморска височина. Населението на общината е 16 338 души (към 2010 г.).